# Choi Hee-jin
Choi Hee-jin (en hangul, 최희진; nacida el 9 de noviembre de 1996) es una actriz surcoreana.

## Carrera
Es miembro de la agencia King Kong by Starship (previamente conocida como "King Kong Entertainment"), subagencia de Starship Entertainment (스타쉽 엔터테인먼트). Así como de Kakao M Corporation.
El 11 de enero de 2018 se unió al elenco principal de la serie web Flower Ever After donde dio vida a Go Min-chae, una joven que comienza una relación con su compañero de clases Choi Woong (Jung Gun-joo), hasta el final de la serie el 10 de febrero del mismo año.
El 8 de mayo de 2019 se unió al elenco principal de la serie web The Best Ending donde interpretó nuevamente a Min-chae, quien se reúne con Choi Woong después de estar separados por un año y se preparan para casarse, hasta el final de la serie el 29 de mayo del mismo año.
El 8 de febrero de 2020 realizó su primera aparición especial en la serie web Ending Again donde dio vida a a Min-chae, ahora una curadora y la compañera de trabajo de Chan In-young (Jo Soo-min).

## Filmografía

### Series de televisión
| Año  | Título                          | Personaje                           | Notas                     | Ref.          |
| ---- | ------------------------------- | ----------------------------------- | ------------------------- | ------------- |
| 2018 | Mojito (모히또)                 | Lee Shi-won                         |                           |               |
| 2018 | Lovely Horribly                 | -                                   |                           |               |
| 2018 | Hide and Seek                   | Ha Dong-joo                         |                           |               |
| 2021 | Snowdrop                        | Yoon Seol-hee                       |                           |               |
| 2023 | Con tacto especial              | Yan Shia                            |                           | [ 4 ]         |
| 2023 | Nam-soon, una chica superfuerte | Lee Hwa-ja                          |                           | [ 5 ]         |
| 2024 | El heredero ilegítimo           | Kang Hee-joo                        |                           | [ 6 ]         |
| 2025 | Exploradora del amor            | Directora ejecutiva del Grupo Serim | Aparición especial, ep. 2 | [ 7 ] [ 8 ]   |
| 2025 | Motel California                | Yoon Nan-woo                        |                           | [ 9 ] [ 10 ]  |
| 2025 | Hasta que el cielo nos reúna    | Sonya                               | Aparición especial        | [ 11 ] [ 12 ] |
| 2025 | Submundo                        | Esposa de Gwan-seok                 |                           | [ 13 ]        |

### Series web
| Año  | Título            | Personaje   | Plataforma | Notas                              | Ref. |
| ---- | ----------------- | ----------- | ---------- | ---------------------------------- | ---- |
| 2018 | Flower Ever After | Go Min-chae |            | 10 episodios                       |      |
| 2019 | The Best Ending   | Go Min-chae |            | 8 episodios                        |      |
| 2020 | Ending Again      | Go Min-chae |            | 2 episodios - (aparición especial) |      |

### Películas
| Año  | Título           | Personaje | Notas                                                                          |
| ---- | ---------------- | --------- | ------------------------------------------------------------------------------ |
| 2018 | The Whispering   | Jeong-yun | junto a So Joo-yeon, Kim Min-kyu, Kim Tae-min, Kim Young, Park Jin y Go Woo-ri |
| 2020 | 불도저에 탄 소녀 | -         |                                                                                |
| 2020 | 거래완료         | -         |                                                                                |
| 2020 | 옆집사람         | -         |                                                                                |
| 2020 | 새장             | -         |                                                                                |

### Aparición en videos musicales
| Año  | Interpreté(s)                               | Canción                                       | Notas                  |
| ---- | ------------------------------------------- | --------------------------------------------- | ---------------------- |
| 2018 | Mind U (마인드유) ft. CHEEZE                | "Bored" (권태)                                | junto a Choi Won-myung |
| 2019 | Kim Na-young (김나영) & Yang Da-il (양다일) | "Goodbye List" (헤어진 우리가 지켜야 할 것들) | junto a Bae In-hyuk    |
| 2020 | Long:D (롱디) ft. Summer Soul               | "SPACEDOG"                                    | junto a Kim Wook       |

### Anuncios
| Año         | Título             | Notas |
| ----------- | ------------------ | ----- |
| 2021        | 지오지아           |       |
| 2020 - 2021 | KIA자동차 (베트남) |       |
| 2020        | WAKEMAKE           |       |
| 2020        | 버커루             |       |
| 2020        | SSG닷컴            |       |
| 2019        | 유세린             |       |
| 2018        | 카카오멜론         |       |
| 2017        | 롯데리아           |       |